# Øivind Johannessen
Øivind Johannessen (ur. 21 września 1924, zm. 11 maja 1996) – norweski piłkarz występujący na pozycji bramkarza. Trener piłkarski.

## Kariera klubowa
W swojej karierze Johannessen reprezentował barwy zespołów Sandefjord BK oraz Skeid. Wraz ze Skeid czterokrotnie zdobył Puchar Norwegii (1955, 1956, 1957, 1959).

## Kariera reprezentacyjna
W reprezentacji Norwegii Johannessen zadebiutował 2 października 1949 w zremisowanym 3:3 meczu Mistrzostw Nordyckich ze Szwecją. W latach 1949–1952 w drużynie narodowej rozegrał 4 spotkania.

## Kariera trenerska
Karierę trenerską Johannessen rozpoczął w 1963 roku w Vålerenga Fotball. Następnie prowadził Skeid, z którym w 1965 roku zdobył Puchar Norwegii. W 1970 roku został selekcjonerem pierwszej reprezentacji Norwegii. W roli tej zadebiutował 13 maja 1970 w przegranym 0:2 towarzyskim meczu z Czechosłowacją. Kadrę Norwegii prowadził w eliminacjach do Mistrzostw Europy 1972, na które nie wywalczyła jednak awansu. W 1971 roku przestał być trenerem reprezentacji. Pod jego wodzą rozegrała ona 17 spotkań, z czego 4 były wygrane, 2 zremisowanych i 11 przegranych.
Potem Johannessen prowadził jeszcze SBK Drafn oraz ponownie Vålerengę i Skeid.